# Mausenmühle

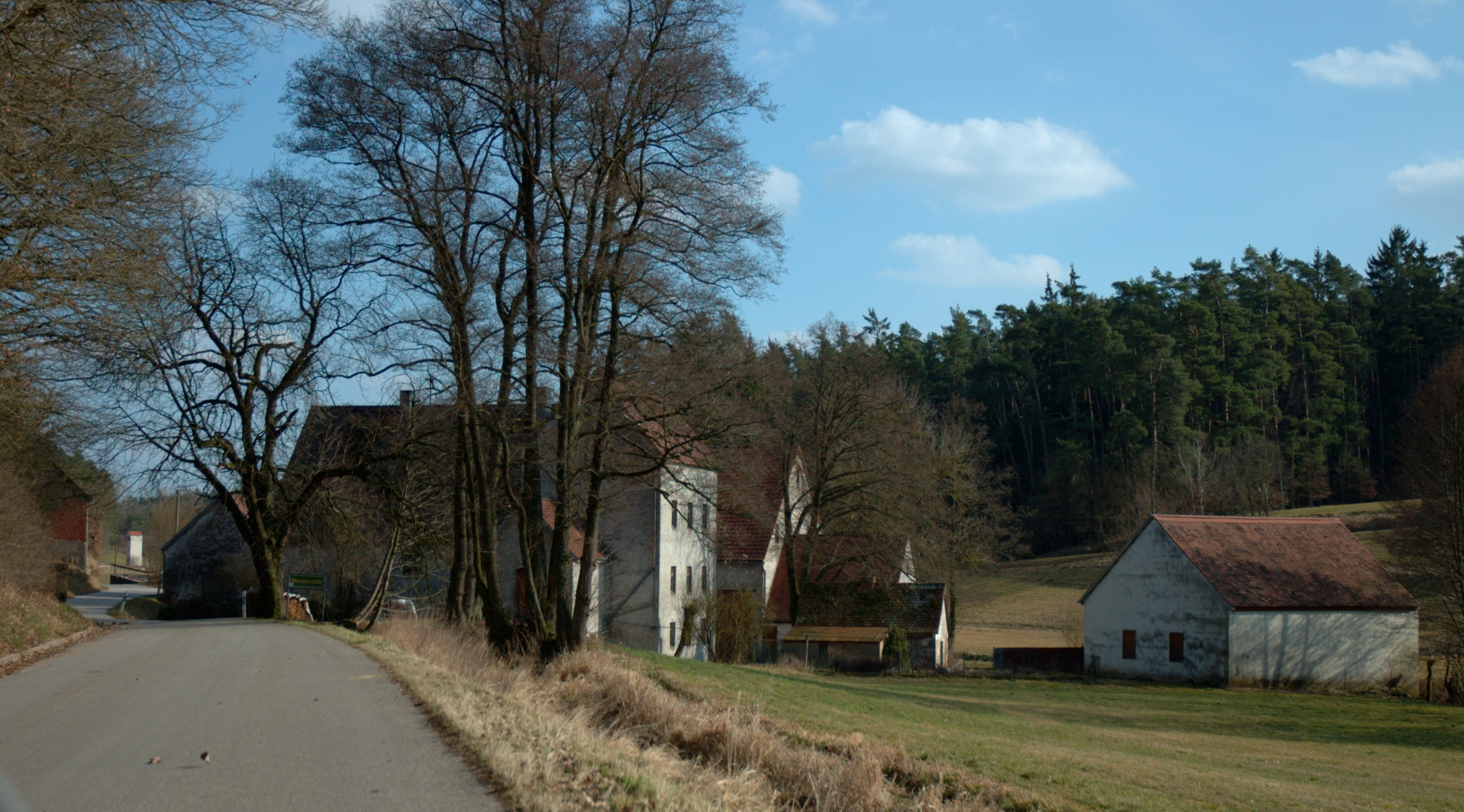
Mausenmühle

Mausenmühle ist ein Gemeindeteil der Gemeinde Neuendettelsau im Landkreis Ansbach (Mittelfranken, Bayern). Mausenmühle liegt in der Gemarkung Aich.

## Geografie
Die Einöde ist die dritte an der Aurach gelegene Mühle. Ein Anliegerweg führt nach Mausendorf (0,6 km nordwestlich). Dieser wird als Wirtschaftsweg nach Steinhof (0,8 km südöstlich) bzw. zur Geichsenmühle fortgeführt (1,1 km westlich).

## Geschichte
Das Kloster Heilsbronn erhielt Besitzungen der Mausenmühle zur Zeit des 10. Abts Otto durch Kauf von der dort begüterten Adelsfamilie Bruckberg. Konrad von Bruckberg, mit dem Vertrag im Nachhinein unzufrieden, schädigte diese Güter und führte einen Prozess gegen das Kloster, verlor diesen jedoch und starb bald darauf. In einer Urkunde von 1253 wurde festgelegt, dass die Witwe des Verstorbenen wegen dessen Unrecht unter anderem auch Gefälle der Mausenmühle dem Kloster zu schenken hatte. In dieser Schenkungsurkunde wurde der Ort als „molendinum apud Mausendorf“ (Mühle bei Mausendorf) erstmals erwähnt.
Am 26. März 1579 wurde die Mühle von neun Mordbrennern überfallen und angezündet.
Im 16-Punkte-Bericht des Oberamts Windsbach aus dem Jahr 1608 wurde für die Mausenmühle eine Mannschaft verzeichnet, die dem Klosterverwalteramt Heilsbronn unterstand. Das Hochgericht übte das brandenburg-ansbachische Kasten- und Stadtvogteiamt Windsbach aus.
Gegen Ende des 18. Jahrhunderts gehörte die Mausenmühle zur Realgemeinde Mausendorf. Das Anwesen hatte das Klosterverwalteramt Heilsbronn als Grundherrn. Unter der preußischen Verwaltung (1792–1806) des Fürstentums Ansbach erhielt die Mausenmühle bei der Vergabe der Hausnummern die Nr. 12 des Ortes Mausendorf. Von 1797 bis 1808 unterstand der Ort dem Justiz- und Kammeramt Windsbach.
Im Rahmen des Gemeindeedikts wurde Mausenmühle dem 1808 gebildeten Steuerdistrikt Aich und der 1810 gegründeten Ruralgemeinde Aich zugeordnet. Im Zuge der Gebietsreform in Bayern wurde diese am 1. Januar 1972 nach Neuendettelsau eingemeindet.

### Einwohnerentwicklung
| Jahr      | 001818 | 001836 | 001840 | 001861 | 001871 | 001885 | 001900 | 001925 | 001950 | 001961 | 001970 | 001987 | 002007 | 002013 |
| Einwohner | 6      | 14     | 6      | *      | 9      | 9      | 11     | 10     | 13     | 5      | 5      | 5      | 1      | 1      |
| Häuser    | 1      | 2      | 1      |        |        | 1      | 1      | 1      | 1      | 1      |        | 1      |        |        |
| Quelle    | [ 14 ] | [ 15 ] | [ 16 ] | [ 17 ] | [ 18 ] | [ 19 ] | [ 20 ] | [ 21 ] | [ 22 ] | [ 23 ] | [ 24 ] | [ 25 ] | [ 26 ] | [ 1 ]  |

## Religion
Der Ort ist seit der Reformation evangelisch-lutherisch geprägt und war ursprünglich nach St. Maria (Großhaslach) gepfarrt, von 1473 bis 1545 nach St. Kunigund (Reuth) und seit 1545 nach St. Michael (Weißenbronn). Die Einwohner römisch-katholischer Konfession waren ursprünglich nach St. Vitus (Veitsaurach) gepfarrt, später war die Pfarrei Unsere Liebe Frau (Heilsbronn) zuständig, seit 1992 ist es die Pfarrei St. Franziskus (Neuendettelsau).

## Bilder

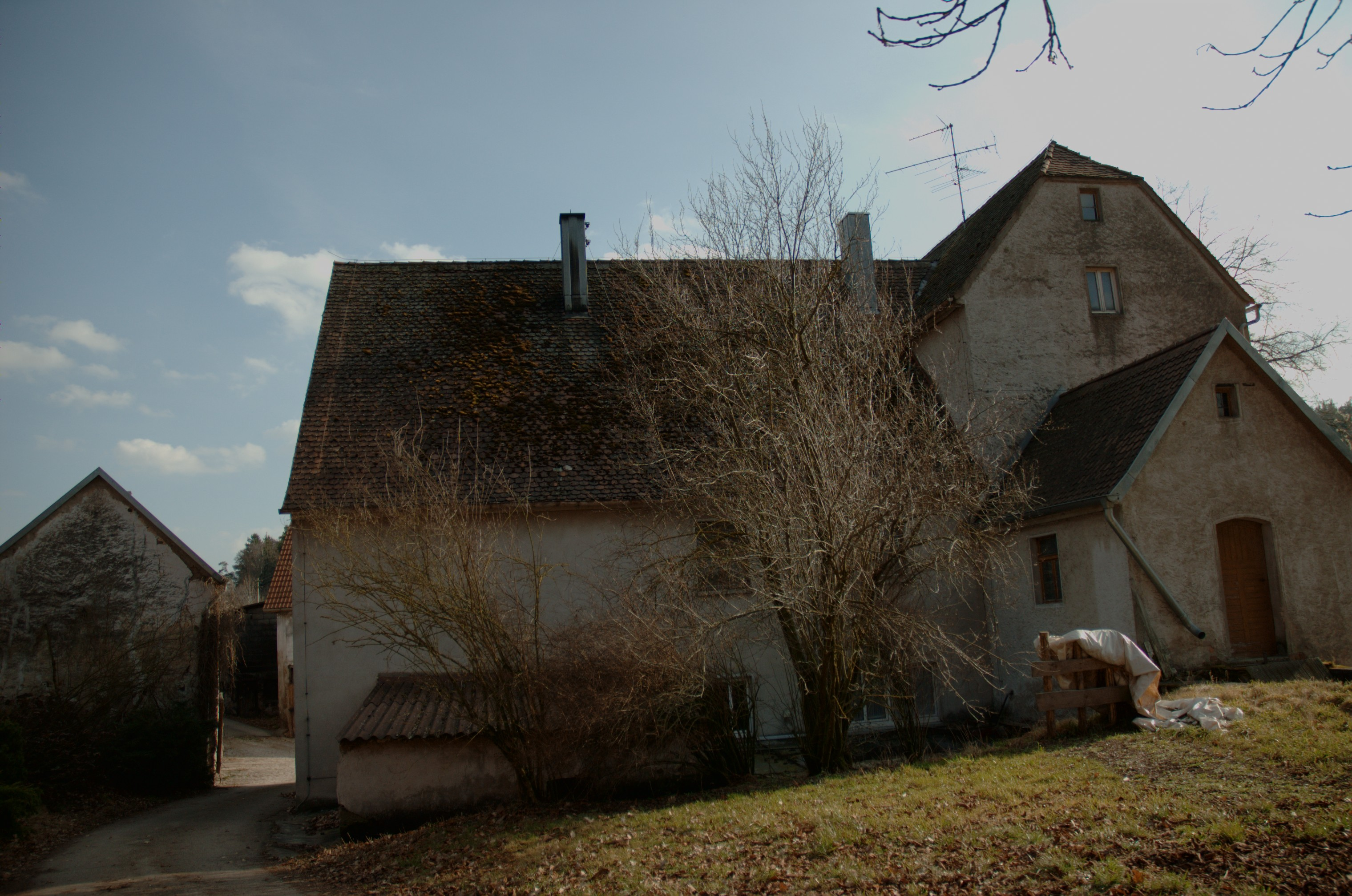
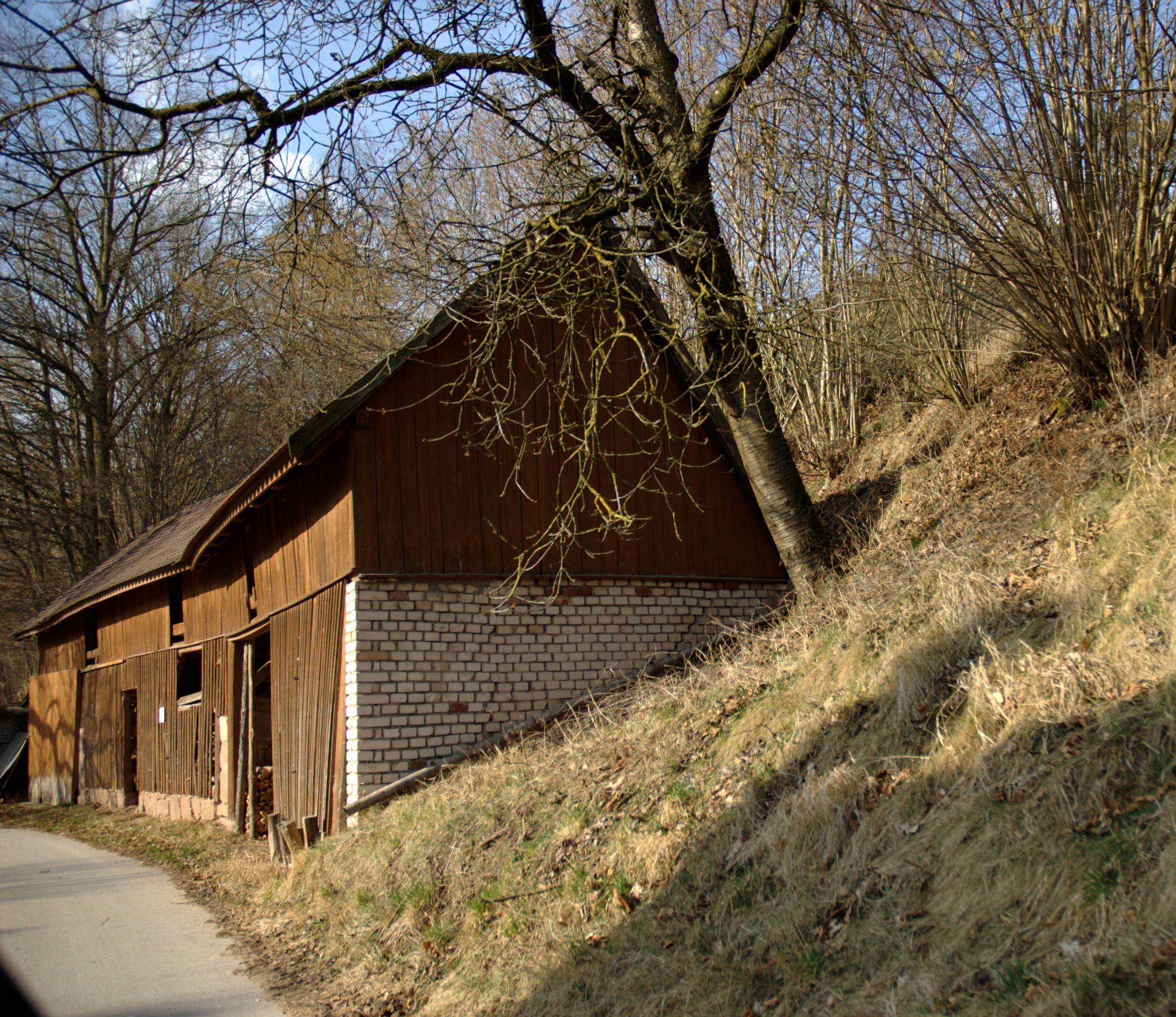
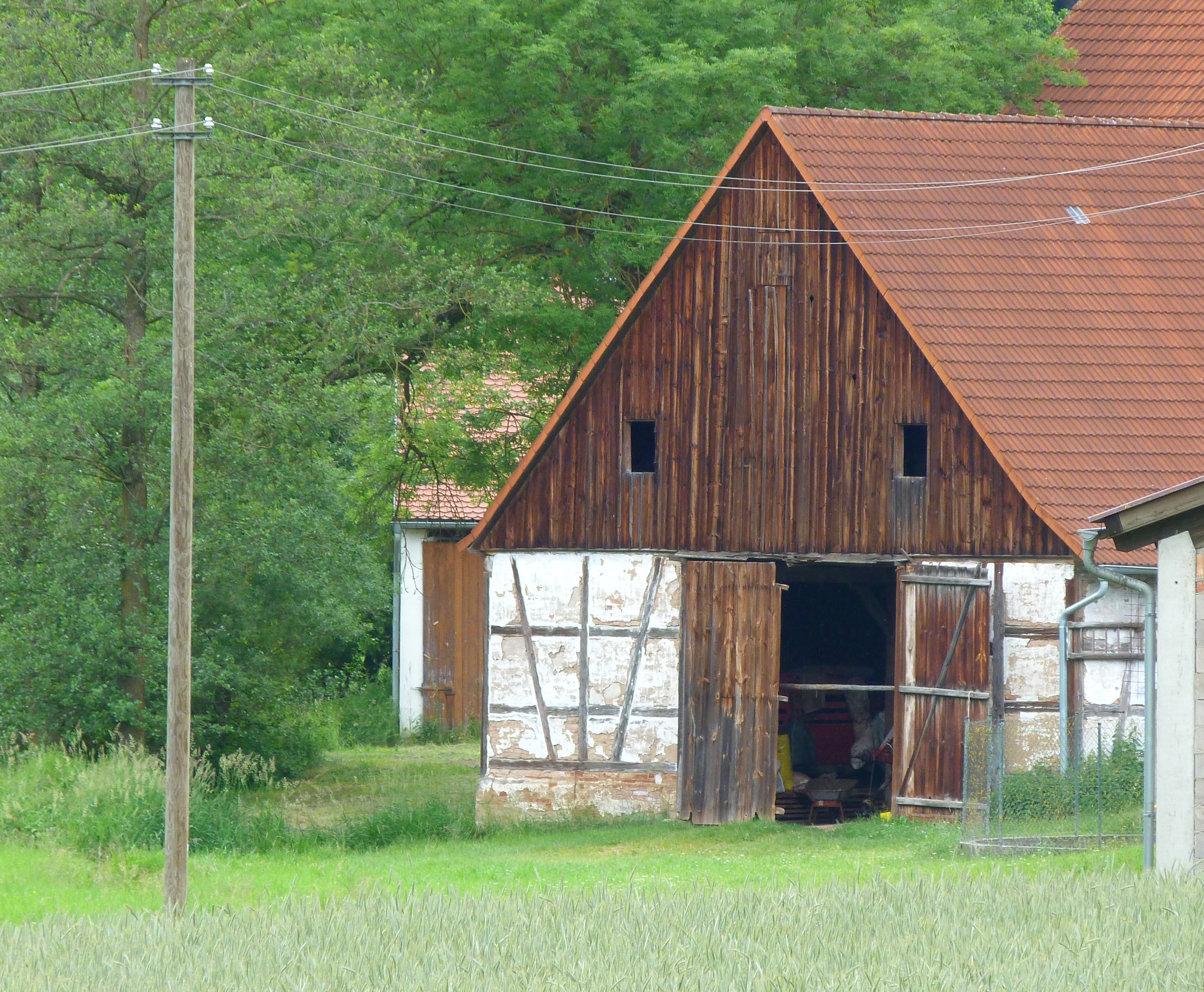
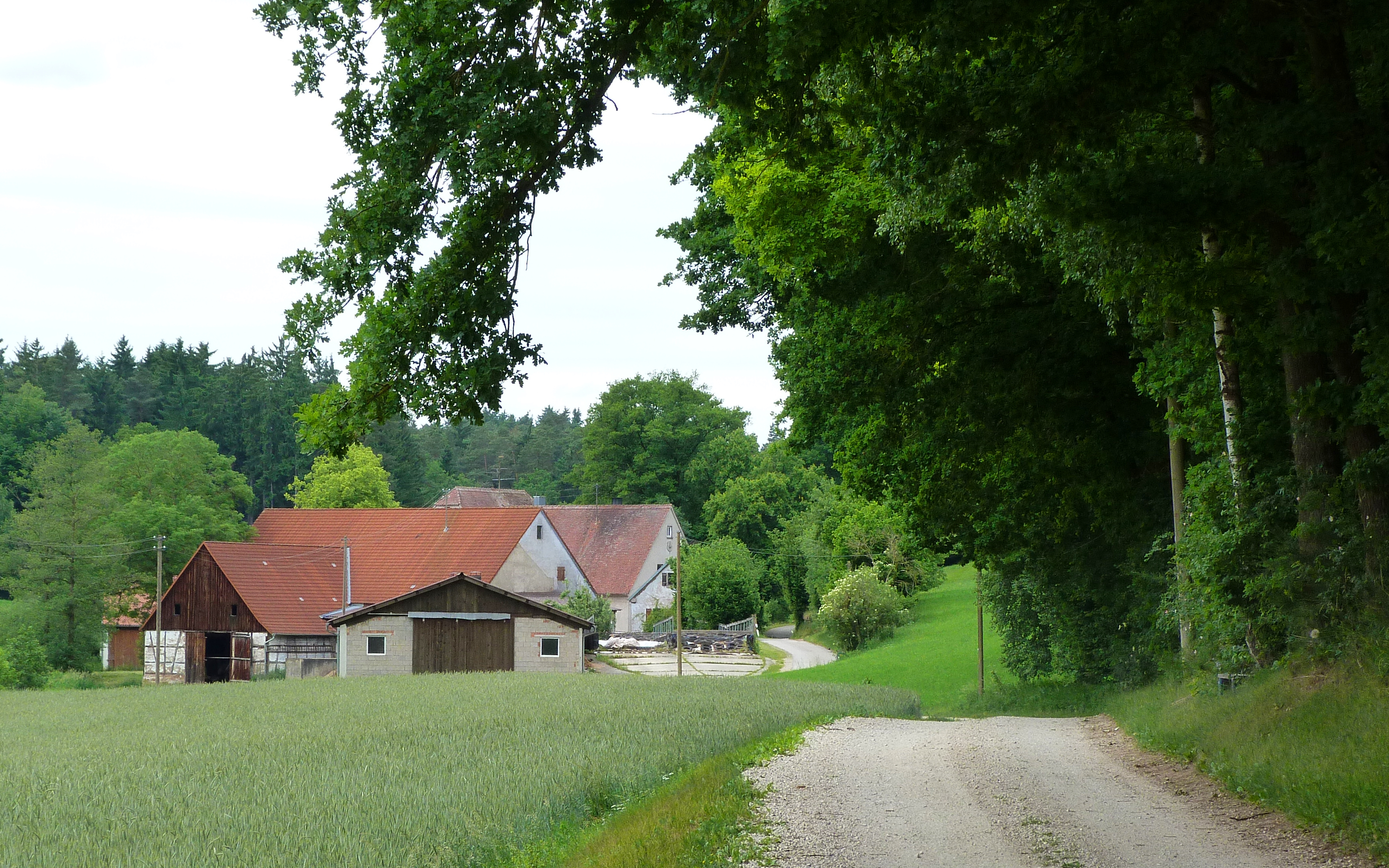
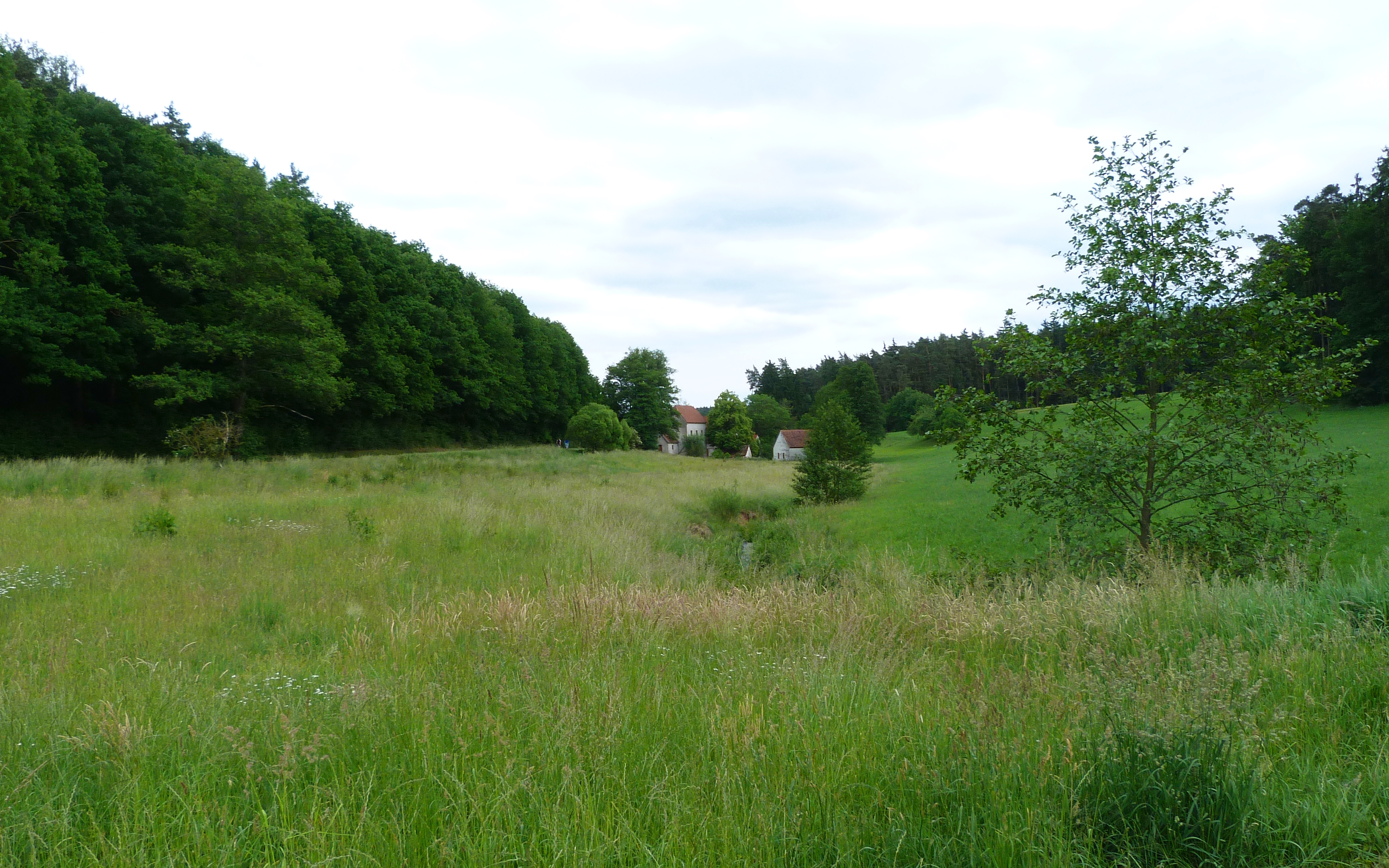